# 야베를란디아
야베를란디아(Yaverlandia)는 중생대 백악기 전기에 서식했던 초식공룡이다. 오늘날의 유럽대륙에서 서식했고, 화석은 영국 남부지역에서 발견되었다. 마니랍토라에 속한다. 학명은 화석이 발견된 지명(야버랜드 포인트)에서 유래되었고, "야버랜드 산(産)"이라는 뜻을 가지고 있다. 전체 몸 길이는 약1m, 체중은 6kg정도 나갔을 것으로 추정된다. 트로오돈처럼 후두류로 추정이 되었지만 최근 연구 결과에 수각류, 그중 마니랍토라에 속한다는 사실이 들어났다.